# Brouwerij Devos (Gent)
De Bouwerij Devos is een voormalige brouwerij in de Belgische stad Gent. De brouwerij was actief tot 1925, vanaf 1921 was dit echter na overname door Brouwerij Krüger.   

## Bieren[1]
- Dubbel
- Special Menagebier
- Triple
- Uitzet